# Leopold von Wiese
Leopold Max Walther von Wiese und Kaiserswaldau (Glatz, 2 dicembre 1876 – Colonia, 11 gennaio 1969) è stato un sociologo tedesco.

## Biografia

### Infanzia
Nato a Glatz, una piccola città della Slesia, da una famiglia di antica nobiltà sia da parte paterna sia da parte materna, fu figlio di Benno, capitano della guarnigione locale dell'esercito prussiano, e di Anna von Rabenau; tredici mesi dopo la sua nascita, vennero alla luce due sorelle gemelle. Nel 1880, il padre si spostò con il proprio reggimento a Gleiwitz, portando con sé tutta la famiglia e seguendo in prima persona l'educazione del figlio con rigore ed estrema severità. A poco più di cinque anni di età, fu iscritto in una scuola elementare frequentata soprattutto da figli di poveri minatori, scelta dal padre per infondergli il senso della socialità; ne sortisce invece l'insorgenza di una spiccata superbia aristocratica. Nell'estate del 1885, tuttavia, la sua vita venne sconvolta dalla morte improvvisa del padre, che lasciò la moglie trentenne e quattro figli. Compiuti dieci anni venne iscritto, secondo la volontà paterna, alla scuola dei cadetti di Wahlstatt in cui studiò per cinque anni, per poi stare per due anni nella sede principale di quella scuola a Groß-Lichterfelde.

### Giovinezza
Nel gennaio del 1895, per motivi di salute e su richiesta della madre, ottenne il rilascio dall'istituto dei cadetti e si recò a Dresda presso parenti, dove si diede alla lettura, rimanendo colpito da La donna e il socialismo di August Bebel e abbracciando le idee fondamentali del socialismo marxista. Nello stesso periodo i parenti discussero sulla futura professione del giovane Wiese, decidendo di avviarlo alla carriera giuridica.
Nel 1898, conseguì il diploma di maturità e iniziò gli studi universitari alla facoltà giuridica all'Università Humboldt di Berlino, dove divenne allievo di Gustav von Schmoller, seguendo in particolar modo il suo corso di dottrina generale di economia politica.
L'attenzione nei confronti della polemica di Carl Ferdinand von Stumm-Halberg e di altri parlamentari con i socialisti della cattedra, la controversia tra Schmoller e Heinrich von Treitschke e l'attrazione per la figura del capo del movimento nazional-sociale Friedrich Naumann, accrebbe la sua partecipazione ai problemi sociali e politici, allontanandosi sempre più dalle posizioni dei socialdemocratici. 

### Maturità
Nel 1900, seguì prima il seminario di Max Sering sulla politica agraria e sulla scienza delle finanze e ascoltò poi le lezioni di economia tenute da Adolph Wagner. Nel gennaio dell'anno successivo l'imprenditore e filantropo Wilhelm Merton gli affidò l'incarico di viaggiare nelle zone minerarie tedesche e belghe e di inviargli regolari resoconti sulla situazione commerciale e politico-sociale delle varie aziende e dei vari territori visitati. Si iscrisse poi alla facoltà di filosofia di Berlino, seguendo le lezioni di Friedrich Paulsen e di Wilhelm Dilthey e quelle di storia di Hans Delbrück. In seguito, fu nominato segretario scientifico dell'Istituto per l'assistenza pubblica a Francoforte sul Meno.
Il 3 settembre 1902 sposò Hanna Freiin von Gerssdorff, dalla quale il 25 settembre dell'anno successivo nacque il loro primogenito, il futuro letterato Benno von Wiese. Il 21 aprile 1905, nacque la secondogenita, nonché futura attrice e scrittrice, Ursula von Wiese e nello stesso anno divenne professore associato di economia all'Università di Berlino, per divenire nel 1906 professore di scienze politiche all'Accademia reale di Posen. Nel 1908, fu designato professore di economia e di economia aziendale all'Università di Hannover. Nel 1912, fu scelto come direttore degli studi all'Accademia del governo locale di Düsseldorf e, nel 1915, divenne professore della Scuola di specializzazione di Colonia.
Fino al 1933, fu segretario della Società tedesca di sociologia (DGS), la quale venne chiusa da Hans Freyer nel 1934.
Nel 1946 tornò alla resuscitata Società tedesca di sociologia, che lui riformò fino al 1955 in qualità di presidente. Nel 1954, era diventato vicepresidente dell'Associazione internazionale di sociologia.

## Pensiero e ricerca
Wiese provò a rendere la sociologia una scienza sociale indipendente, separata dalla storia, dalla psicologia e dalla filosofia; insieme a Georg Simmel, è considerato il fondatore della sociologia formale.
La sua attività di ricerca scientifica si concentrò tanto sulle relazioni sociali tra gli individui viste come processi sociali, quanto sul significato delle strutture come costrutti sociali.

## Opere
- Der Liberalismus in Vergangenheit und Zukunft, 1917
- System der Allgemeinen Soziologie als Lehre von den sozialen Prozessen und den sozialen Gebilden der Menschen (Beziehungslehre), 1933
  - Sistema di sociologia generale, trad. di Mario Digilio, Torino, UTET, 1968
- Homo sum. Gedanken zu einer zusammenfassenden Anthropologie, 1944
- Ethik in der Schauweise der Wissenschaften vom Menschen und von der Gesellschaft, 1947
- Erinnerungen, 1957
- Philosophie und Soziologie, 1959
  - Filosofia e sociologia, a cura di Maria Ausilia Simonelli, Napoli, Edizioni Scientifiche Italiane, 2011